# Peace (Band)
Peace ist eine englische Rockband aus Birmingham. Seit 2013 sind sie in ihrer Heimat erfolgreich.

## Bandgeschichte
Gegründet wurde das Quartett aus den Brüdern Harry und Sam Koisser, Douglas Castle und Dominic Boyce 2010 in Birmingham. Es dauerte zwei Jahre, bis sie mit ihrer ersten EP Delicious erstmals auf sich aufmerksam machten. Mit Columbia hatten sie ein großes Label gefunden und so prognostizierte ihnen die Sound-of-2013-Umfrage der BBC, dass sie in diesem Jahr mit ihrem Debütalbum den Durchbruch schaffen. Bereits die Vorabsingle Wraith schaffte noch im Januar den Charteinstieg. Im April platzierten sie sich dann mit In Love in den Top 20 der britischen Albumcharts. Produziert hatte es Jim Abbiss, der unter anderem schon den Arctic Monkeys und Adele zum Durchbruch verholfen hatte. 2013 wurden sie bei den NME Awards für die Auszeichnung als beste neue Band um im Jahr darauf für das beste Album nominiert.
Nach einer großen UK-Tour begannen sie 2014 mit den Arbeiten am zweiten Album, erneut mit Abbiss als Produzenten. Mit dem vorab veröffentlichten Song Money hatten in dem Jahr einen Radiohit. Anfang 2015 kam dann Happy People heraus und übertraf mit Platz 12 den Erfolg des Debütalbums.
Bis zum dritten Album verging etwas mehr Zeit. Als Produzent stand ihnen diesmal Simone Felice zur Seite, der unter anderem mit den Lumineers gearbeitet hatte. Im Frühjahr 2018 erschien Kindness Is the New Rock and Roll, das allerdings mit Platz 49 trotz positiver Kritiken die Erwartungen nicht erfüllen konnte.

## Diskografie
Alben
- EP Delicious (EP, 2012)
- In Love (2013)
- Happy People (2015)
- Kindness Is the New Rock and Roll (2018)
- Chillin’ Around (2019)

Lieder
- Wraith (2013)
- Follow Baby (2013)
- Money (2014)
- Lost on Me (2014)
- World Pleasure (2014)
- I’m a Girl (2015)
- From Under Liquid Glass (2017)
- Power (2018)